# Jeff Rock
Jeff Rock (sinh năm 1983 hoặc 1984) là một giáo sĩ người Canada, người đã thành công Brent Hawkes với tư cách là mục sư của Nhà thờ Cộng đồng Metropolitan của Toronto vào mùa thu 2017.
Sinh ra và lớn lên ở Sudbury, Ontario, ông là một người đồng tính ở trường trung học. Ông học ngành vi trùng học và miễn dịch học tại Đại học McGill, ban đầu với mục tiêu nghề nghiệp là trở thành một nhà nghiên cứu về HIV/AIDS, mặc dù ông đã quyết định trong thời gian nghiên cứu rằng thay vào đó ông muốn trở thành một bộ trưởng. Sau khi hoàn thành việc học tại chủng viện, ông trở thành mục sư của Nhà thờ Thống nhất Gaetz ở Red Deer, Alberta, nơi ông làm việc với các tổ chức như Mạng lưới AIDS Trung ương Alberta, Ủy ban Sự thật và Hòa giải địa phương, Hiệp hội Tiếng nói Thổ dân Thành thị và Mạng lưới Interfaith của Red Deer. Ông chạy đua với tư cách là ứng cử viên của đảng Tự do Canada cho khu vực bầu cử của Red Deer—Lacombe trong cuộc Bầu cử năm 2015, chống lại nghị sĩ đương nhiệm Blaine Calkins.
Ông đã thuyết pháp đầu tiên cho hội thánh MCC của Toronto vào ngày 9 tháng 7 năm 2017, tại một dịch vụ dành riêng cho ký ức của cựu Ủy viên Hội đồng Thành phố Toronto, ông Pam McConnell. Ông chính thức thành công Hawkes vào ngày 1/10.

## Lịch sử bầu cử
|                                       | Bảo thủ                               | Blaine Calkins                        | 43,599            | 70.71             | -6.72  | $75,006.35  |
|                                       | Tự do                                 | Jeff Rock                             | 9,235             | 14.98             | +11.41 | $16,605.92  |
|                                       | Dân chủ Mới                           | Doug Hart                             | 7,055             | 11.44             | -2.85  | $5,541.40   |
|                                       | Xanh                                  | Les Kuzyk                             | 1,773             | 2.88              | -1.84  | –           |
| Tổng số phiếu hợp lệ/Giới hạn chi phí | Tổng số phiếu hợp lệ/Giới hạn chi phí | Tổng số phiếu hợp lệ/Giới hạn chi phí | 61,662            | 100.00            |        | $224,841.10 |
| Tổng số phiếu không hợp lệ            | Tổng số phiếu không hợp lệ            | Tổng số phiếu không hợp lệ            | 176               | 0.28              | –      |             |
| Tổng cộng                             | Tổng cộng                             | Tổng cộng                             | 61,838            | 71.40             | –      |             |
| Phiếu bầu hợp lệ                      | Phiếu bầu hợp lệ                      | Phiếu bầu hợp lệ                      | 86,609            |                   |        |             |
|                                       | Bảo thủ nắm giữ                       | Bảo thủ nắm giữ                       | Hiệu ứng rung lắc | Hiệu ứng rung lắc | -9.07  |             |
| Source: Elections Canada              |                                       |                                       |                   |                   |        |             |